# Wilhelm Denhard (Verwaltungsjurist)
Wilhelm Denhard (* 29. März 1876 in Stettin; † 1944 in Bonn bei einem Fliegerangriff) war ein deutscher Finanzbeamter.

## Leben
Nachdem er 1894 das Abitur in Stettin erlangt hatte, studierte Wilhelm Denhard an der Rheinischen Friedrich-Wilhelms-Universität Rechts- und Staatswissenschaften. 1894 wurde er im Corps Hansea Bonn recipiert. Als Inaktiver wechselte er an die Königliche Universität zu Greifswald. Nach bestandenem ersten Staatsexamen war er ab Juli 1897 Referendar in Treptow an der Rega und Stettin. 1902 wurde er Assessor in Frankfurt am Main. 1904 wechselte er in die preußische Verwaltung der Zölle und indirekten Steuern mit Verwendungen in Stettin, Kleve, Münster, Liebau in Schlesien und Breslau. 1912 wurde er zum Regierungsrat im preußischen Finanzministerium und 1914 zum Vortragenden Rat ernannt. Am Ersten Weltkrieg war Denhard zunächst als Hauptmann der Reserve Batterieführer und Abteilungskommandeur in einem Feldartillerieregiment. 1917/18 war er Chef der Abteilung für Handel und Gewerbe des Stabes Ober Ost und nach dessen Teilung Chef der gleichen Abteilung in der Verwaltung der baltischen Lande in Riga. Zuletzt war er stellvertretender Chef der Verwaltung. Sein letzter Dienstgrad war Major der Reserve.
1919 wurde er zum Abteilungsdirigenten im Reichsfinanzministerium in die zum Aufbau der neugeschaffenen Reichsfinanzverwaltung errichteten Organisations- und Verwaltungsabteilung berufen. 1921 erfolgte seine Ernennung zum Ministerialdirektor der Abteilung für Zölle und Verbrauchsabgaben. In dieser Funktion stand er im Kampf gegen die Ruhrbesetzung von 1923 und in den Handelsvertragsverhandlungen, insbesondere den deutsch-belgischen, beteiligt. Anfang 1925 wurde er auf eigenen Wunsch in den einstweiligen Ruhestand versetzt und zum Präsidenten des Landesfinanzamtes Hannover ernannt. In dieser Position wurde er zur Führung der deutschen Delegation für die Verhandlungen zum deutsch-italienischen Handelsvertrag nach Rom berufen. Er beendete die Verhandlungen durch Unterzeichnung des Abkommens am 31. Oktober 1925. Bis nach 1935 war er Landesfinanzamtspräsident. Er war Vorsitzender des vom Reichssparkommissar berufenen Ausschusses für Vereinfachung in der Zollverwaltung und Mitglied des Vorstandes der Wirtschaftswissenschaftlichen Gesellschaft zum Studium in Niedersachsen.

## Auszeichnungen
- Ernennung zum Geheimen Finanzrat, 1914
- Ernennung zum Geheimen Oberfinanzrat, 1918
- Ernennung zum Geheimen Oberregierungsrat, 1919
- Roter Adlerorden 4. Klasse
- Eisernes Kreuz II. und I. Klasse
- Bayerischer Militärverdienstorden IV. Klasse mit Schwertern
- Lübeckisches Hanseatenkreuz
- Bremer Hanseatenkreuz
- Österreichisches Militärverdienstkreuz 3. Klasse mit der Kriegsdekoration
- Landwehrdienstauszeichnung 2. Klasse
- Verwundetenabzeichen in Schwarz
- Ehrenmitglied des Corps Hansea Bonn[1]